# Žuangologija
Žuangologija (kineski: 壮学/壯學 Zhuàngxué) je znanost koja se bavi žuanskim jezikom, žuanskom kulturom i književnošću. Jedan od utemeljitelja je bio kineski povjesničar i antropolog Huang Šjenfan.

## Značajniji predstavnici
- Huang Xianfan (1899. – 1982.)[2]
- Huang Žhenžing (1918. – 1995.)
- Ban Souwen (1920.- )[3]
- Jeffrey Barlow[4]
- Katherine Kaup
- David Leopold[5]
- Čikata Yicilao[6]